# مسجد صغير على المرج (مسلسل)
مسجد صغير على المرج (بالإنجليزية: Little Mosque on the Prairie)‏ هو مسلسل كندي من فئة كوميديا الموقف يعرض على قناة هيئة الإذاعة الكندية ومن تأليف زرقاء نواز.
المسلسل يركز على حياة الجالية الإسلامية في بلدة خيالية بمقاطعة ساسكاتشوان. يعرض ليوميات أفرادها ما بين النظرة الخاطئة لهم ومشاكلهم العائلية واختلافات العقلية والتفكير بين أجيال الجالية. تتطرق بعض الحلقات لمواضيع شائكة وطابوهات وروح لدعابة عالية. شارة النهاية لكل حلقة هي نشيد طلع البدر علينا.

## الجوائز
رشح المسلسل لجائزة أحسن تأليف للجائزة الكندية للتمثيل (Canadian Comedy Awards) سنة 2007.
عالميا نال المسلسل جائزة أحسن مسلسل تلفزيوني عالميا وجائزة أحسن عرض تلفزيوني في RomaFictionFest سنة 2007.
العرض نال الجائزة الكندية لمادة الإعلامية لنشر ثقافة التعددية لسنة 2007 أثناء مهرجان الجوائزGemini Awards

## الحلقات حسب المواسم

### الموسم الأول
1. الطيار (Pilot)
2. الحاجز (The Barrier)
3. أبواب مفتحة (Open House)
4. السباحة عكس التيار (Swimming Up Stream)
5. المعتنق (The Convert)
6. (The Archdeacon Cometh)
7. الحماة (Mother-in-law)
8. اللعب بالنار (Playing with Fire)

### الموسم الثاني
1. (Grave Concern)
2. خدمة عامة (Public Access)
3. الحجاب ! (Ban The Burka)
4. يوم الحظ (Lucky Day)
5. (Mercy Beet)
6. الإمام المنافس (Rival Imam)
7. تجسس أو إذهب (Spy Something or Get Out)
8. أحسن النوايا (Best Intentions)
9. ممنوع من السفر بالطائرة (No Fly List)
10. (Eid's a Wonderful Life)
11. برنامج خمس سنوات (The Five Year Plan)
12. الجهاد على الجليد (Jihad on Ice)
13. (The Crush)
14. مرحبا في مرسي (Welcome To Mercy)
15. (Wheat Week)
16. (Ear for Trouble)
17. لقاء JJ (Meet J.J.)
18. إنذار أمني (Security Alert)
19. (Islam On Tap)
20. (Marriage Minded)

### الموسم الثالث
1. (Amaar At the Bat)
2. (Lord of the Ring)
3. (A Funny Thing Happened on the Way To Mercy)
4. (The Ties that Bind)
5. (Rules R Rules)
6. (Let Prairie Dogs lie)
7. (Sweet Sixteen)
8. (Mercy Dor Com)
9. (A Hard Day's Fight)
10. (Baber is from Mars, Vegans are from Vegus)
11. (True Bromance)
12. (Double Trouble)
13. (The Week of Dying Dangerously)
14. (Raised Expectations)
15. (Colour Me Excited)
16. (Recipe For Disaster)
17. (My Shariah)
18. (Baber Makes an Entrance)
19. (Meet the Jaffers)
20. (Can I Get a Witness)

### وصلات خارجية
- مسجد صغير على المرج على موقع IMDb (الإنجليزية)
- مسجد صغير على المرج على موقع ميتاكريتيك (الإنجليزية)
- مسجد صغير على المرج على موقع فيلمافينيتي (الإسبانية)
- مسجد صغير على المرج على موقع كينوبويسك (الروسية)
- مسجد صغير على المرج على موقع ألو سيني (الفرنسية)
- مسجد صغير على المرج على موقع قاعدة بيانات الفيلم (الإنجليزية)

- (بالإنجليزية) الموقع الرسمي